# Fotogramas de Plata
Els Fotogramas de Plata són uns premis cinematogràfics concedits per la revistaFotogramas i fundats el 1950. La revista convoca tots els anys aquests guardons per premiar els millors actors i actrius de cinema, televisió i teatre, i també les millors pel·lícules espanyola i estrangera de l'any. Els primers es concedeixen per votació dels lectors i internautes de la revista, mentre que les pel·lícules són triades per votació de la crítica de cinema.
Quatre anys més tard del naixement de la revista Antonio Nadal Rodó, el seu director, va instituir el guardó que, amb el pas del temps, va esdevenir, juntament amb la cerimònia de lliurament del premi, en un referent dins de la indústria cinematogràfica. Al principi el premi es deia Placa de San Juan Bosco, però en la dècada del 1970 va canviar el nom i va adoptar l'actual.
La festa Fotogramas se celebra cada any a Madrid, tot i que la primera vegada, el 5 de febrer de 1951, es van lliurar al Cine Alexandra de Barcelona.

## Categories
Actuals
- Tota una vida
- Millor pel·lícula espanyola
- Millor pel·lícula estrangera
- Millor actriu de cinema
- Millor actor de cinema
- Millor actriu de televisió
- Millor actor de televisió
- Millor actriu de teatre
- Millor actor de teatre

Anteriors
- Millor intèrpret de cinema espanyol (1950-1981)
- Millor intèrpret de cinema estranger (1959-1981)
- Millor intèrpret de televisió (1965-1989)
- Millor labor teatral (1972-1995)
- Millor activitat musical (1970-1981)

| Edicions |
| 1950 · 1951 · 1952 · 1953 · 1954 · 1955 · 1956 · 1957 · 1958 · 1959 · 1960 · 1961 · 1962 · 1963 · 1964 · 1965 · 1966 · 1967 · 1968 · 1969 · 1970 · 1971 · 1972 · 1973 1974 · 1975 · 1976 · 1977 · 1978 · 1979 · 1980 · 1981 · 1982 · 1983 · 1984 · 1985 · 1986 · 1987 · 1988 · 1989 · 1990 · 1991 · 1992 · 1993 · 1994 · 1995 · 1996 · 1997 · 1998 · 1999 · 2000 · 2001 · 2002 · 2003 · 2004 · 2005 · 2006 · 2007 · 2008 · 2009 · 2010 · 2011 · 2012 · 2013 · 2014 · 2015 · 2016 · 2017 · 2018 · 2019 · 2020 |

## Més premiats
Actors més premiats
- Amb 7:
  - Francisco Rabal
  - Javier Bardem

- Amb 5:
  - Imanol Arias
  - Fernando Fernán Gómez
  - José Sacristán

Actrius més premiades
- Amb 8:
  - Concha Velasco

- Amb 7:
  - Ana Belén

- Amb 6:
  - Carmen Maura

- Amb 5:
  - Ángela Molina